# Festival international de théâtre de rue (Aurillac)
Pour les articles homonymes, voir Festival international de théâtre de rue.
Le Festival international de théâtre de rue d'Aurillac (Cantal) est un festival créé en 1986 par le metteur en scène français Michel Crespin. Organisé par l'association Éclat, il a lieu chaque année pendant quatre jours, du mercredi suivant le 15 août au samedi.
Aurillac est considéré comme le plus grand festival de théâtre et d'arts de la rue européen, très couru autant par un public appréciant son ouverture populaire, que par des professionnels, avec des centaines de spectacles accessibles gratuitement en plein air ou sous chapiteau, joués par quelque 500 compagnies venues du monde entier.

## Histoire
Créé volontairement dans un territoire rural en 1986, le Festival de théâtre de rue d'Aurillac a vu sa fréquentation croître jusqu'à environ 220 000 spectateurs au cours des quatre jours de la 37e édition en 2024 (édition exceptionnellement déplacée la semaine de 15 août). Les éditions de 2020 et 2021, n’ayant pas obtenu l’autorisation préfectorale en raison de la pandémie de Covid-19, n’ont pas eu lieu.
La 1re édition en 1986 comptait 6 compagnies (2 françaises, dont Zingaro, et 4 étrangères) ; en 2019, 18 compagnies « officielles » étaient invitées, et plus de 600 compagnies « de passage » participaient, sans compter les figures comme Tartar(e), devenu « la mascotte et le meilleur porte-parole » du festival selon Jean-Pierre Thibaudat.
Lors de sa création, Yvon Bec a évoqué la difficulté à amener le public au théâtre municipal. Avec le théâtre du rue, la volonté est de rendre possible à tous l'accès à la culture, d'autant plus que les spectacles sont en majorité gratuits.
À partir de la troisième édition, en 1988, apparaît sur l'affiche du festival un personnage avec une expression du visage étonnée : ce personnage est l'œuvre d'Henri Galeron et il sera présent sur les affiches de chaque édition.
De 1994 à 2018, le festival est dirigé par Jean-Marie Songy. Il est remplacé en 2019 par Frédéric Rémy.
Depuis 1999, dans le cadre des Préalables, en amont du festival, des compagnies de la programmation officielle présentent leur spectacle dans certaines communes du département.
En 2004, l'association Éclat, productrice du festival, crée Le Parapluie, un centre international de création artistique et de recherche ayant pour but de participer au rayonnement du théâtre de rue.
En 2024 le festival in a réuni 18 compagnies officielles représentant 6 pays et 65 représentations, et le off 601 compagnies de passage de 57 pays pour 2 813 représentations, soit au total 1 821 artistes et 389 techniciens.[réf. nécessaire]

## Présidence de l'association Éclat
- 1988-1989 : Yvon Bec
- 1990-1992 : Mireille Lacombe
- 1993-1994 : Pierre-Jean Andrieu
- 1995-2004 : Jack Caldefie
- 2005-2010 : Louis Joinet
- 2011-2014 : Catherine Tasca
- 2014-2018 : Philippe Meyer[11]
- Depuis 2019 : Françoise Nyssen[12]

### Iconographie
- Photographies du festival, prises entre 1991 et 2005, disponibles sur Gallica, bibliothèque numérique de la BnF